# Галактозный оперон
Галактозный оперон — прокариотический оперон, кодирующий ферменты, необходимые для метаболизма галактозы. Оперон содержит два оператора, OE и OI. Первый расположен непосредственно перед промотором, а второй после гена  GalE  (первого гена в опероне).
Остановка экспрессии генов происходит путём связывания молекул репрессора с двумя операторами. Эти репрессоры димеризуются, создавая петлю в ДНК. Петля, а также препятствия оператора OE не дают РНК-полимеразе связываться с промотором и таким образом предотвращают транскрипцию.
Галактозный оперон кишечной палочки состоит из 3 структурных генов: galE (эпимераза), galT (галактотрансфераза), и galK (галактокиназа), которые транскрибируются с двух перекрывающихся промоторов PG1 и PG2, расположенных вверх по течению от galE. Галактозный оперон имеет сложную систему регуляции, так как продукт гена galE — эпимераза, которая преобразует УДФ-глюкозу в УДФ-галактозу, необходима для образования УДФ-галактозы, идущей на биосинтез клеточных стенок, а именно липополисахаридов, входящих в её состав. Таким образом, это фермент необходим клетке даже в том случае, если она не использует галактозу в качестве источника энергии или углерода.
Как и лактозный оперон, галактозный оперон регулируется при помощи комплекса CRP-цАМФ (англ. cAMP receptor protein) также известного как CAP (англ. САР, catabolism activating protein).  CRP-цАМФ связывается с 35-м нуклеотидом, инициируя транскрипцию от промотора PG1, но ингибируя транскрипцию от PG2. Когда клетки растут на среде с глюкозой, базальный уровень транскрипции происходит за счёт работы промотора PG2. Не входящий в этот оперон ген galR кодирует репрессор для этой системы. Тетрамерный репрессор GalR связывается с двумя участками ДНК, один из которых расположен на +55 а другой расположен на −60 нуклеотидов относительно положения промотора PG1. Петля ДНК блокирует доступ РНК-полимеразы к промоторам и ингибирует образование открытого комплекса. Димерный GalR связывается только в положении −60, при этом активируется промотор PG2, что позволяет поддерживать базальным уровень синтеза GalE (эпимераза). В этом состоянии промотор PG1 инактивируется путём взаимодействия с альфа-субъединицами РНК-полимеразы.